# District de Clutha
Le district de Clutha est situé dans la région d'Otago, dans le sud de l'île du Sud de la Nouvelle-Zélande. Le conseil du district est sis à Balclutha.
S'étendant sur 6 362,86 km2, il occupe la plus grande partie de la zone communément appelée South Otago. Sa géographie est dominée par la vallée du Clutha, qui coule en direction du sud-est depuis les lacs du Central Otago, coupant le district en deux et atteignant son embouchure sur le Pacifique non loin du village de Kaitangata. Au sud on trouve le terrain difficile des Catlins, avec ses forêts et sa côte accidentée. Au nord de la vallée du Clutha on trouve des collines et la plaine du Tokomairiro au nord-est, ainsi que les lacs Waihola et Waipori, qui font partie du bassin du Taieri. La rivière Waipori, l'affluent le plus important du Taieri, forme la frontière nord-est du district de Clutha.
Le recensement de 2006 y a compté 16 839 habitants, dont 4 062 à Balclutha (situé à 81 km au sud de la ville de Dunedin), 1 887 à Milton, 810 à Kaitangata, et 744 à Tapanui.

## Sources
- (en) Clutha District Council
- (en) Final counts – census night and census usually resident populations, and occupied dwellings - Otago Region, Statistics New Zealand

- (en) Cet article est partiellement ou en totalité issu de l’article de Wikipédia en anglais intitulé « Clutha District » (voir la liste des auteurs).